# Навесная стрельба

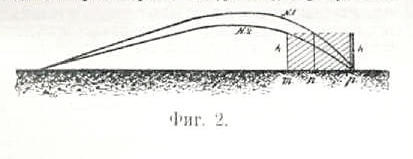
Навесный выстрел, «Военная энциклопедия И. Д. Сытина», Том 3, Санкт-Петербург, 1911 год.

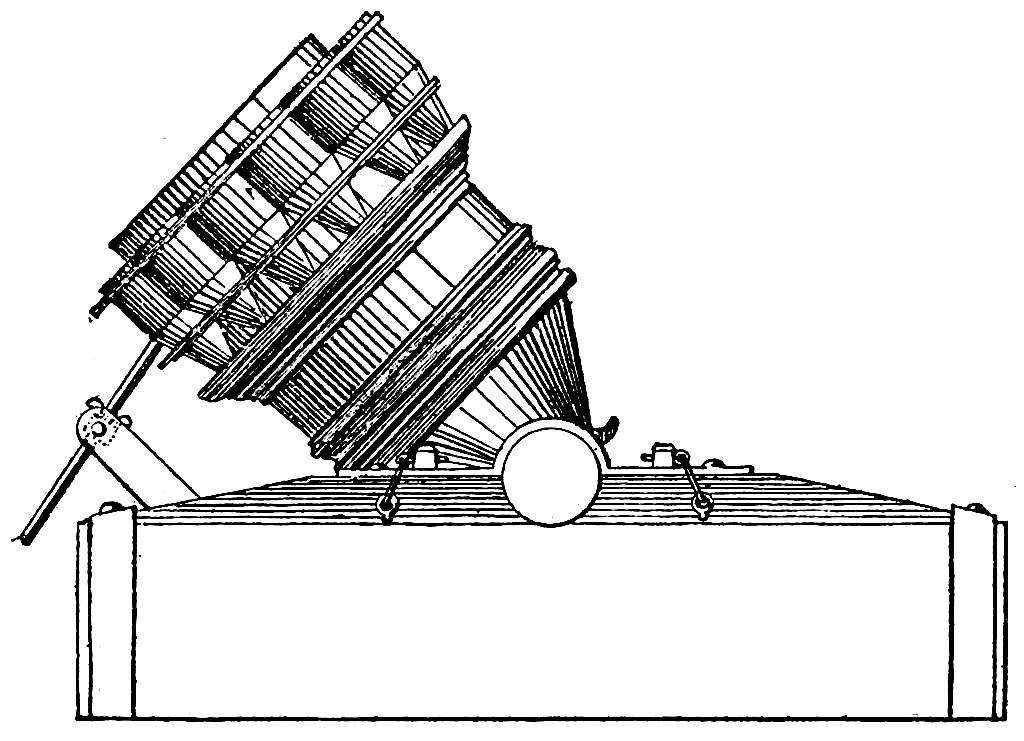
Мортира-куропатка
(рис. из «Военной энциклопедии»)

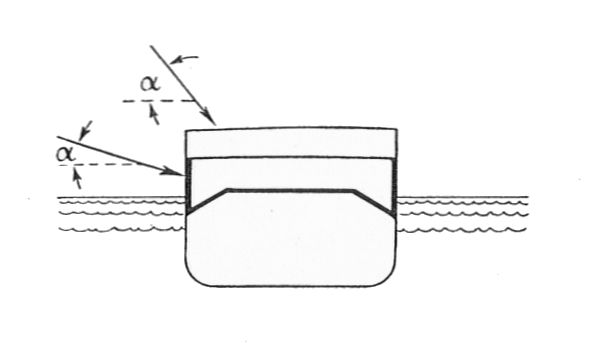
Корабельный навесный огонь позволяет поразить тонкую броню палубы.

Навесна́я стрельба́ — стрельба из артиллерийских орудий по местности при углах возвышения ствола свыше 20°.
В некоторых источниках называется Наве́сный огонь, Наве́сная пальба. На начало XX столетия орудия, предназначаемые для такой стрельбы, делались короткими и назывались гаубицами и мортирами.

## История
Навесная стрельба применялась лучниками для поражения стрелков (пехоты), горизонтально прикрытой щитами, конницы противника или личного состава гарнизона крепости, за крепостными стенами, а также для поджога деревянных деталей укрепления. После появления огнестрельного оружия навесный огонь использовался для поражения живых целей при артиллерийской стрельбе, в том числе и во флоте.
На начало XX столетия также различали выстрелы в зависимости от крутизны траектории полёта снаряда (мины, пули) и для поражения открытых и закрытых горизонтальных целей применялся навесный выстрел, когда траектория была наиболее крутая (угол 30° — 60°), для разрушения прочных сводов и для стрельбы по предметам, находящимся за закрытием.
Эффективность навесной стрельбы повышается по мере увеличения углов возвышения, так как при этом увеличиваются углы падения снарядов, а следовательно, и их осколочное или фугасное действие. Стрельба при углах возвышения свыше 45° называется мортирной. Дополнительное повышение крутизны траектории возможно за счёт уменьшения метательного заряда. Поэтому навесная стрельба в наибольшей степени характерна для гаубиц и миномётов, имеющих кроме больших углов возвышения ствола ещё и переменные заряды.